# Aguano
Gli Aguano (conosciuti anche come Awano, Ahuano, Uguano, Aguanu, Santa Crucino) sono un popolo indigeno che abita nel Perù, composto da 40 famiglie. Vivono presso il basso fiume Huallaga e l'alto Samiria, e anche presso il tributario destro del Marañon.

## Lingua
Gli Aguano parlavano una lingua estinta non classificata, la lingua aguano. Secondo Ruhlen, questa lingua è la stessa parlata dai Chamicuro (comunicazione personale del 1987). I Chamicuro dicono che la lingua degli Aguano non è la stessa, spiegando che quegli indigeni parlavano quechua.